# Велика Британія в Першій світовій війні
Вели́ка Брита́нія (під час війни повна назва: Сполучене Королівство Великої Британії та Ірландії, що включала в себе Англію, Шотландію, Уельс та Ірландію) — метрополія Британської імперії, найпотужніша держава початку XX століття, вступила в Першу світову війну о 23 годині 4 серпня 1914 року, як один з найміцніших та ключових гравців Антанти, в боротьбі проти Центральних держав (Німецької, Австро-Угорської й Османської імперій та Болгарського царства).
4 серпня 1914 року, використовуючи головним приводом для вступу у війну звернення Бельгії з проханням про допомогу, Велика Британія оголосило війну Німецькій імперії. Днем раніше британський уряд зажадав від Німеччини не порушувати нейтралітету Бельгії. Термін ультиматуму закінчувався о 23:00 за лондонським часом, а в 23 годині 20 хвилин почалася війна.

## Передумови
Великій Британії довелося стати ключовою країною у Великій війні. Поза сумнівів, на початок другої декади 20 століття Німеччина стала найпотужнішою континентальною державою, її економічна потужність у поєднанні з професіоналізмом імперської армії означали, що кайзер мав усі можливості перемогти і Францію, і Росію, або навіть ці дві країни разом узяті. Але, перемогти альянс, до якого входитиме Британська імперія з її колосальним та неперевершеним флотом, виявлялося занадто складно для Німеччини.
До літа 1914 у світовій політиці накопичилося багато горючого матеріалу. В умовах безперервного загострення протиріч між імперіями вбивство австрійського ерцгерцога виявилося безпосереднім приводом для початку світової війни.
У період «липневої кризи» правлячі кола усіх європейських монархій були знаджені у «велику гру». Кайзерівська Німеччина, що інтенсивно озброювалася протягом багатьох років, розраховувала домогтися швидкої перемоги над Францією і Росією. На час війни з цими країнами німецький уряд сподівався забезпечити нейтралітет Великої Британії, з тим щоб потім обрушити усі сили проти неї.
Британські політики продовжували свій курс на підбурювання збройного конфлікту; британські дипломати робили все, щоб не «сполохати» правителів Німеччини, які прагнули якнайшвидше розв'язати війну. 9 липня 1914 у бесіді з німецьким послом міністр закордонних справ Великої Британії Е.Грей стверджував, що у Великій Британії немає ніяких зобов'язань перед Францією і Росією на випадок «європейської війни». Після таких запевнень британського міністра в Берліні дійшли до висновку, що Велика Британія не братиме участі у війні, що виникне через Королівство Сербія, навіть якщо в неї втрутиться Російська імперія. «Керівні німецькі кола, — доносив австрійський посол, — вважають, що Британія може зберегти нейтралітет і в разі війни з Францією».
23 липня Австро-Угорщина направила Сербії ультиматум. 26 липня британський король в конфіденційній бесіді з братом німецького кайзера повторив: «Ми докладемо всіх зусиль, щоб залишитися нейтральними». Ці провокаційні заяви певним чином прискорили початок всесвітнього збройного конфлікту.
28 липня Австро-Угорщина напала на Сербію, 1 серпня Німеччина оголосила війну Росії. Навіть після цього британська верхівка деякий час зберігали двозначну позицію: у переговорах з німецьким послом Е.Грей давав зрозуміти, що нейтралітет Британії не виключається, якщо справа обмежиться війною Центральних держав проти Росії та Сербії. Однак німецька військова машина вже була пущена в хід, а за планом Шліффена передбачався блискавичний розгром Франції.
3 серпня Німеччина оголосила війну Франції; одночасно, не вважаючись з міжнародними договорами, кайзерівська армія раптовим ударом напала на нейтральну Бельгію.

## Початок
4 серпня британський уряд, пославшись на грубе порушення нейтралітету Бельгії, оголосив війну Німецькій імперії. «Ми не вкладемо меча в піхви», проголошував Г.Асквіт, «поки права Бельгії не будуть відновлені».
Після вступу у війну Британські експедиційні сили почали перекидання до Франції і незабаром вступили в перші зіткнення з німецькими військами. У першій битві біля Монса втрати британців склали 1 656 осіб. Під час битви на Марні невеликі британські сили серйозної ролі не зіграли; за словами Ллойд Джорджа, вони прибули до Франції для моральної підтримки.
Зрив німецького плану Шліффена в результаті битви на Марні та наступу російських військ у Східній Пруссії, незабаром призвів до зміни у формах та методах війни. На Західному фронті військові дії поступово набували позиційного характеру, війна перетворювалася на «траншейний кошмар». Стало зрозуміло, що всупереч прогнозам багатьох військових «авторитетів» війна затягнеться на багато місяців або навіть на кілька років.

## Збройні сили Великої Британії у війні
На початок світової війни Британська армія значно поступалася арміям великих європейських держав за чисельністю. Комплектування її здійснювалося на добровільній основі, тому на літо 1914 року Велика Британія мала збройні сили, що нараховували лише 400 000 військових; ця цифра включала Регулярну армію і резервістів Територіальних сил Британії. Майже половина з цього складу проходила службу за межами Британських островів, в гарнізонах, розташованих по усіх частинах Британської імперії. Так, у серпні 1914 року 74 з 157 піхотних батальйонів і 12 з 31 кавалерійських полків дислокувалися поза межами метрополії. Королівський льотний корпус нараховував лише 84 літака напередодні війни.
Протягом війни Британія мала 3 різновиди армії. Перша, це британська армія, з якою імперія зустріла світовий конфлікт й мала ці 400 000 військових. З них був сформовані Британські експедиційні сили, що билися на фронтах Західної Європи із самого початку війни і здобули собі прізвисько «Ганебні Старики» (англ. Old Contemptibles). Друга армія, так звана нова армія або армія Кітченера, формувалася з волонтерів 1914–1915 років, основний тягар бойових дій перепав на них у битві на Соммі. Третя армія формувалася після прийняття британським урядом рішення про загальний військовий обов'язок для чоловіків з 18 до 41 року, що вводився в дію з січня 1916. До кінця 1918 британська армія зросла в десять разів, досягши загальної чисельності 4 млн чол. у складі 70 дивізій. Переважна більшість британських сухопутних військ билася на полях Франції та Бельгії проти імперської армії Німеччини. Деякі формування змагалися в Італії та Греції проти австро-угорських та болгарських військ. Ще кілька військових з'єднань билися на Близькому Сході, в Африці, Месопотамії переважно проти отоманської армії. Й один батальйон брав участь у боях разом з японською армією в Китаї під час облоги Ціндао.

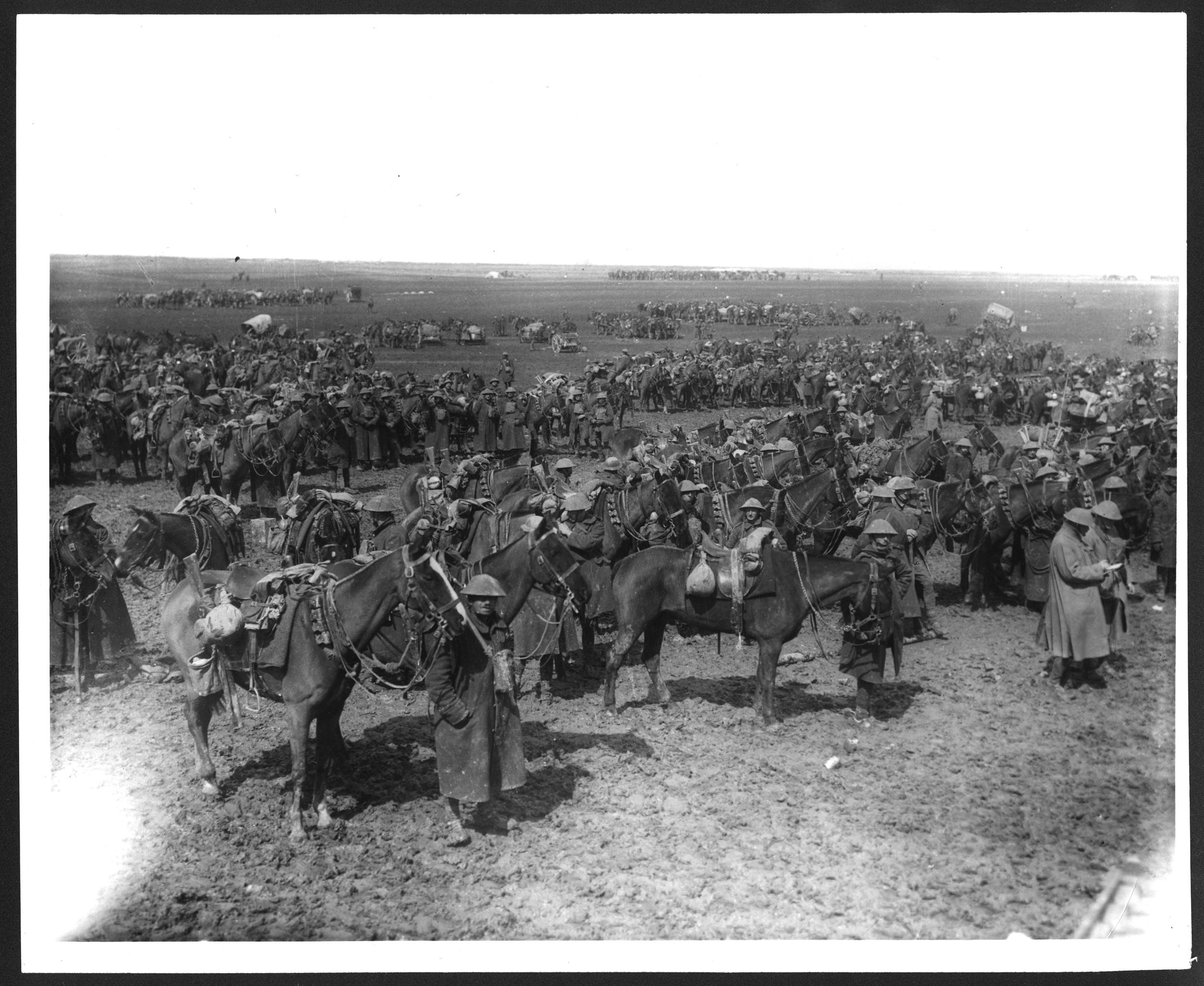
Британська кавалерія в готовності до наступу. 1 січня 1918

Кабінет міністрів Великої Британії вважаючи, що основні завдання війни на Європейському театрі війни має вирішувати Франція, спочатку не передбачав значного збільшення Британського експедиційного корпусу. Проте, в ході війни британське керівництво було змушене розгорнути на Європейському континенті великі сили, чисельність яких до кінця війни сягала 1,5 млн чол. До складу експедиційного корпусу входило 65 дивізій, об'єднаних в 4 армії; вони включали війська метрополії, домініонів і колоній Великої Британії.
Війна оголила суттєві проблеми в організаційній структурі військ; до 1914 року, найбільшим формуванням британських сухопутних військ була дивізія. Зі зростанням масштабів бойового простору та складностями ведення бойових дій за таких умов виникла кардинальна проблема зміни та реорганізації британської армії. Бригади за рік розгорталися до корпусів, відповідно керівництво такими величезними формування потребувало певних лідерів, які мали володіти найсучаснішою тактикою дій, та розуміти роль новітньої зброї, що вперше з'явилася на полях битв Першої світової. З трансформацією від маневреної тактики дій до позиційної війни, піхота та кіннота змушені були навчатися по-новому, як діяти разом на полі бою, яке рясніє мінними полями, фортифікаційними спорудами, дротовими загородженнями тощо. Британські війська навчалися організації чіткої взаємодії при веденні бою в наступі, а згодом й в обороні, утримуючи лінію фронту. Пізніше з розповсюдженням кулеметів та появою танків, тактика британської армії зазнавала нових змін, змінювався характер дій, бойовий порядок, системи управління та зв'язку, удосконалювалися системи забезпечення військ, на світ з'являлася абсолютна нова концепція ведення війни, яка не мала аналогів у попередніх битвах та боях Британської імперії.
Умови життя в окопах на передовій не дозволяли знаходитися в них довго. Найчастіше там було сиро, холодно, ніякого захисту від вогню в них не було. Солдати при довгому знаходженні в окопах дуже швидко втрачали бойовий дух. Вояки на передовій страждали від надскладних умов життя та проблем забезпечення; постійної була нестача продовольства, хвороби скошували тисячами солдатів, розносником більшості з них були окопні щури. Разом з протидією супротивникові британці повинні були боротися з валом нових захворювань: траншейного мікозу, траншейної гарячки і траншейного нефриту. У зв'язку з цим, британська армія постійно змінювала солдатів в окопах. Під час між великими битвами військовий підрозділ, як правило, знаходилося в окопах приблизно по 10 днів на місяць, і з них безпосередньо на передовій солдати були не більше трьох днів. Непоодинокими були випадки, коли солдат не відправляли передову по цілому місяцю.
У гострі моменти, наприклад, під час наступу, британські військові могли перебувати на передовій по тижню, але набагато частіше їх міняли вже через пару днів.
По завершенню війни, Британська імперія поспішно демобілізувала значну кількість своїх військових, від свого піку 4 000 000 осіб у 1918 році, до 370 000 людей на 1920.
У Великій Британії для участі у військових діях на фронти Першої світової були призвані приблизно 6 млн осіб. З них з війни не повернулися 700 тисяч чоловік. Це становить приблизно 11,5%. Коли війна закінчилася в 1918 році, втрати армії Великої Британії, в результаті дій противника і хвороб, складали більше за 2,2 млн чоловіків.

### Участь армії Британії в боях та битвах
Перші формування Британського експедиційного корпусу висадилися на початку серпня 1914 у французьких портах Руан, Булонь і Гавр і зосередилися в районах Ле-Като, Мобеж. До складу британських експедиційних військ входили 4 піхотних дивізії і 1 кавалерійська бригада загальною чисельністю 70 тис. осіб і в такому складі 22 серпня почали бойові дії проти німецьких військ.

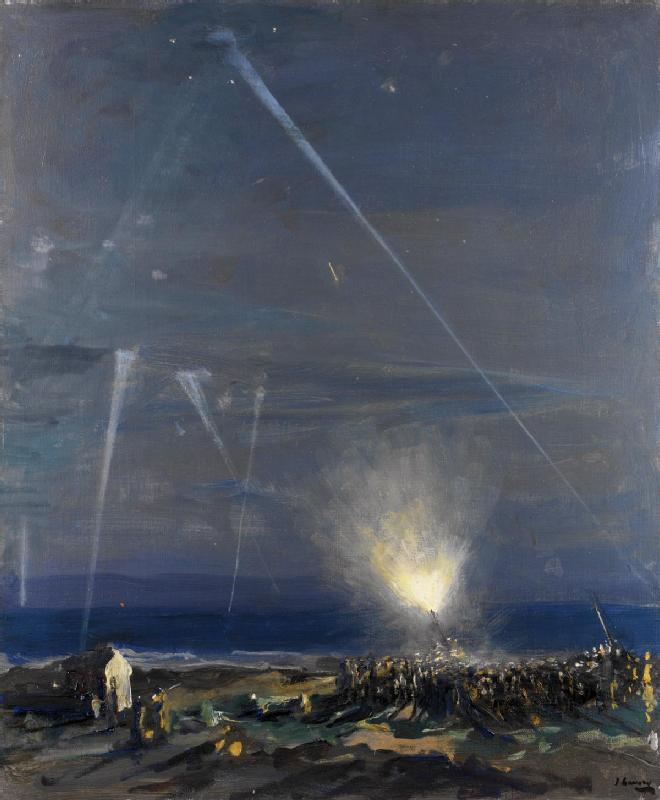
84-мм гармати QF 18-pounder ведуть вогонь по повітряних цілях. Тайнсайд. 1917

У 1915 у великих боях на Західному фронті британські війська брали помірну участь. Велика Британія з ініціативи морського лорда В.Черчилля в березні 1915 року розпочала операції по захопленню Константинополя через Дарданелли. Початкові успіхи змінилися невдачами. Черчіллю, через провал операції, довелося вийти у відставку. Багатомісячні безплідні операції на півострові Галліполі завершилися повною невдачею до кінця 1915. Висадка в Салоніках і примушення Греції до вступу у війну на боці Антанти, також не дали особливих результатів.

### Британський флот у битвах на морі

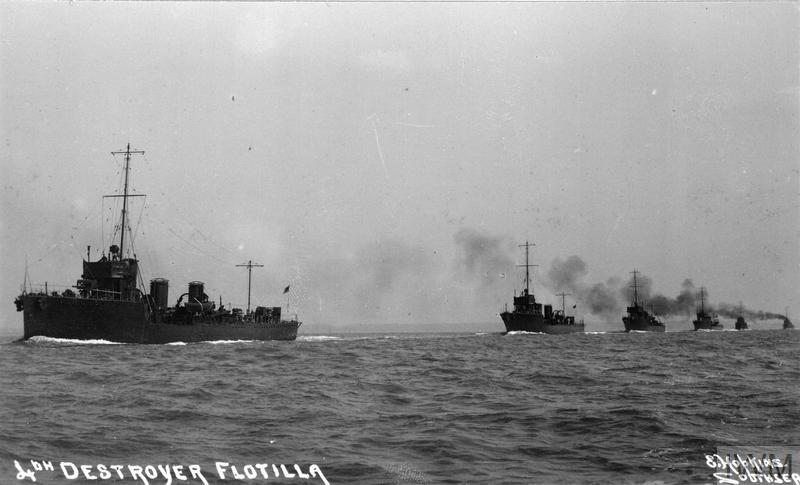
Британські есмінці 4-ї флотилії есмінців у кільватерному строю. Перша світова війна

## Британська спільнота
Перша світова війна доленосна вплинула на британське суспільство й залишила невитравний слід на усій нації. З оголошенням війни Німеччині хвиля патріотичних настроїв заполонила усю імперію, соціальні тертя між соціальними класами вікторіанської та едвардіанської Великої Британії в цей період суттєво знизилися, що врешті-решт серйозно змінило загальне обличчя британського народу у 20-му сторіччі.
Розмах, довготривалість та жорстокість кривавого протистояння з Четверним союзом були такими, що вперше британці, як одна нація, як один народ відгукнулися на виклик й були мобілізовані на те, що історики називають «тотальною війною». Ці зміни не відбулися відразу в серпні 1914 року, це набувало ознаки поступового та кумулятивного ефекту, як реакція на події, що відбувалися, а ні на заклики правлячої влади повстати на захист власної країни. Й головним реагентом змін стала власно британська держава. На початкових стадіях війни, його роль була значною мірою обмежена питаннями безпеки, такими як Закон про оборону Королівства (англ. Defence of the Realm Act 1914), цензурою та питаннями іноземців. Але з 1915 року, державна влада була розширена на нові сфери управління та соціальні області. Слоган «тотальна війна» був введений у Великій Британії в травні 1915 й тривав до кінця війни в листопаді 1918 року. Принцип тотальної війни перевів усю країну в режим обов'язкового воєнного стану на чолі з урядом, який контролював його.
Для досягнення перемоги над ворогом довелося піти на суттєві жертви. Щоб попередити нестачу робочих рук і дефіцит продуктів харчування, уряд розробив низку законів, наділяючи тим самим себе додатковими повноваженнями щодо забезпечення безпеки своїх громадян. Від первинної політики «бізнес — як зазвичай» та збереження довоєнного статус-кво при кабінеті Герберта Генрі Асквіта довелося відмовитися на користь режиму тотальної війни (впливу держави на всі сфери суспільного життя) при прем'єрі Девіді Ллойде Джордже, що вперше спостерігалося на території Британії. Британські міста вперше стали об'єктами повітряних бомбардувань.
Бойовий дух британського суспільства з початку війни підтримувався на доволі високому рівні, у першу чергу завдяки засобам масової інформації, успішно насаджувалася урядова та військова пропаганда. Британський уряд швидко адаптувався до демографічних змін в робочій силі, і значним відтоком робітників до збройних сил, натомість галузі промисловості, що пов'язані з війною швидко зростали, і виробництво збільшилося за рахунок найму великої кількості людей. Крім цього, вперше почалося масове застосування жіночої праці, що змусило парламент в 1918 році прийняти закон, який надавав право голосу значній кількості жінок.
На 1915 виникла нагальна необхідність мобілізації великих людських ресурсів, що було викликане ескалацією темпів виробництва у військовій промисловості. «Снарядний скандал» (англ. 'shell scandal') у травні 1915 довів, що конкуруючи фірми виробляли неякісні боєприпаси й більш того у недостатній кількості. На Західному фронті утворилася ситуація, що артилерії хронічно не вистачало артилерійських снарядів.
Уряд Асквіта згодом утворив перше з міністерств, що зосереджувалися на потребах війни — міністерство боєприпасів на чолі з Ллойдом Джорджем, який активізував виробництва боєприпасів з великим успіхом. Виробництво досягло величезного розмаху. До квітня 1915 всього два мільйони патронів та снарядів відправлялися до Франції. До кінця війни ця цифра становила 187 мільйонів боєприпасів.
Британське суспільство відчувало постійні зміни через тривалу війну у різних галузях своїй діяльності. Втручання держави було продовжене в таких областях, як контроль здачі нерухомості в оренду (1915), призовній системі (1916), контролі цін (1917), нормуванні продуктів харчування (1918) і навіть у виробленні алкогольних напоїв. Війна сповістила сейсмічні політичні зрушення: крах Ліберальної партії, підйом Лейбористської партії.
Серйозного удару було завдано по монархічним стосункам, більшість з яких підтримувалася століттями. Через війну Британська королівська родина на чолі з Георгом V розірвала усі зв'язки зі своїми німецькими родичами і змінила німецьке найменування своєї династії — Саксен-Кобург-Готська — на Віндзорську.
У роки світової війни відбулося подальше і значно більш відчутне зниження життєвого рівня усіх верств населення. Номінальний рівень зарплати ряду категорій робітників підвищився, але ціни піднімалися незрівнянно більш швидко. Вже на початку 1915 р. ціни на продовольство були на 25% вище, ніж влітку 1914 р., а до кінця 1916 р. вони зросли на 85-90%. Навіть за офіційними підрахунками реальна купівельна спроможність мас впала на 30 — 40%.

## Наслідки війни
Великі території в Європі перетворилися на руїни, мільйони людей загинули або отримали поранення. Ті, що вижили все життя були змушені носити в собі важку емоційну травму. Велика Британія не стала винятком.
Однак з військової точки зору Велика Британія та її союзники здобули переконливу перемогу. Німецькі військові кораблі були заблоковані британським королівським флотом, поки серед німецьких матросів не почалися бунти. Німецька армія була переможена в результаті скоординованих ударів союзників, які зуміли пробити, здавалося б, невразливу оборону.
Втрати в тоннажі торгового флоту перевищили 9 мільйонів тонн.
Через брак продовольства та епідемії «іспанки», що вдарила по країні в 1918 році, зріс рівень смертності.

### Військові втрати
Загальні військові втрати перевищили 2 000 000 чоловік, а за деякими даним 3 млн.чол. Близько 12% простих солдатів загинуло на полях війни, тоді як для офіцерів ця цифра дорівнює 17%. Так, наприклад, з випускників елітного Ітонського коледжу у війну полягли більше тисячі чоловік, що склало приблизно 20% з числа тих, хто вирушив на фронт. Тодішній британський прем'єр-міністр Герберт Асквіт утратив на війні сина, а майбутній прем'єр Ендрю Бонар Лоу позбувся двох синів. Ще один майбутній глава уряду Ентоні Іден втратив двох братів, ще один його брат отримав серйозне поранення, а дядько опинився в полоні.

### Стан Великої Британії
Перша світова війна, за перемогу в якій заплатили своїми життями 900 тис. британців, серйозно відбилася на подальшій долі країни. Внаслідок війни традиційні британські галузі економіки, а саме: вугледобувна, металургійна, суднобудівна, скоротили своє виробництво. Проте, автомобілебудування-, літакобудування та машинобудування, а також хімічна промисловість — галузі, що працювали на війну, навпаки перебували на підйомі. До того ж внаслідок війни скоротився експорт британських товарів, Велика Британія втратила традиційні ринки збуту товарів, а нових не отримала.
Сильно похитнулося й фінансове становище Великої Британії. Національний борг зріс з 650 мільйонів фунтів стерлінгів в 1914 р. до 7 832 мільйонів в 1920. Правда, низка країн заборгувала Великій Британії досить великі суми, але у самій Британії з'явився значний борг Сполученим Штатам. Центр фінансової могутності перемістився до Америки. На користь США, а також Японії змінилося співвідношення сил у промисловому виробництві і торгівлі тодішнього світу.
Однак довгоочікуваний мир був настільки радісною подією, що до певного часу згладжував проблеми. Протягом двох післявоєнних років у Британії спостерігався купівельний бум: населення скуповувало практично всі товари, які з'являлися на полицях магазинів. Але, як це завжди буває, гроші скоро закінчилися, і товари, яких вироблялося усе більше, не розкуповувалися. При цьому соціального вибуху не сталося. Власне, перед країною найменш гостро, в порівнянні з іншими європейськими державами, стояла загроза комуністичної революції. Замість цього в британському суспільстві з його давніми парламентськими традиціями загострилася боротьба між найманими працівниками та роботодавцями. Робітники вимагали від підприємців і держави дотримання їх економічних прав, а підприємці — скасування введеного в роки війни державного регулювання економіки, але зі збереженням державного субсидування.
Не уникла Британія і загальноєвропейських повоєнних проблем, пов'язаних із змінами у світовій торгівлі. По-перше, падіння цін на сировину привело до збіднення британських колоній, а потім — до скорочення британського експорту в колонії. По-друге, продукція індійських і японських текстильних фабрик через дешевизну робочої сили почала витісняти Британію з її традиційних ринків збуту.
Також вважається, що війна посилила зростання національної самосвідомості в Канаді та Австралії, що врешті-решт призвело до розпаду Британської імперії. Так, і Австралія, і Канада вже тоді воліли використовувати національну символіку на полях битв. Однак, з географічної точки зору, імперія досягла найвищого розквіту в результаті підписання мирних договорів.